# Asteropontella foliata
Asteropontella foliata is een eenoogkreeftjessoort uit de familie van de Asterocheridae. De wetenschappelijke naam van de soort is voor het eerst geldig gepubliceerd in 1989 door Stock.